# Леналідомід
Леналідомід (англ. Lenalidomide, лат. Lenalidomidum) — синтетичний лікарський препарат, який застосовується для лікування мієломної хвороби, низки видів лімфом та мієлодиспластичного синдрому. Леналідомід розроблений у лабораторії компанії «Bristol-Myers Squibb», та застосовується у клінічній практиці з 2005 року.

## Фармакологічні властивості
Леналідомід є структурним аналогом талідоміду, та також має протипухлинні, імуномодулюючі, проеритропоетичні та протиангіогенні властивості. Препарат інгібує проліферацію пухлинних клітин множинної мієломи, деяких видів лімфом та клітин, які мають генетичні дефекти. Леналідомід також інгібує ангіогенез шляхом блокування міграції та адгезії клітин ендотелію та блокування утворення мікросудин, препарат посилює виробництво фетального гемоглобіну CD34+ стовбуровими клітинами крові, а також пригнічує секрецію протизапальних цитокінів (зокрема, TNF-α та інтерлейкіну-6) моноцитами. Леналідомід має здатність вибірково інгібувати аномальне клонування шляхом збільшення апоптозу пухлинних клітин. Поєднання леналідоміду і ритуксимабу підвищує залежну від виробництва антитіл клітинну цитотоксичність і прямий апоптоз пухлини в клітинах фолікулярної лімфоми. У лікуванні множинної мієломи комбінація леналідоміду з дексаметазоном підвищує як тривалість ремісії хвороби, так і виживаність хворих, більша ефективність цієї комбінації спостерігається в тих хворих, які приймали її після першого рецидиву хвороби, ніж після великої кількості курсів хіміотерапії. Щоправда, до леналідоміду нерідко розвивається рефрактерність, у таких випадках його рекомендо замінювати іншим структурним аналогом помалідомідом.
Леналідомід є структурним аналогом талідоміду, фактично першого широко відомого тератогена, і, хоча в експериментах на тваринах дані за його тератогенні властивості описані неповно, застосування леналідоміду при вагітності та годуванні грудьми категорично протипоказано.

### Фармакокінетика
Леналідомід швидко всмоктується після перорального застосування, максимальна концентрація препарату в крові досягається протягом 0,5—2 годин після прийому. Біодостпність леналідоміду не вивчена. Препарат погано зв'язується з білками плазми крові (на 23—29 %), та погано метаболізується. Виводиться препарат переважно нирками в незміненому вигляді. Період напіввиведення препарату складає 3-5 годин, цей час збільшується у хворих з поругенням функції нирок.

## Показання до застосування
Леналідомід застосовують для лікування мієломної хвороби, мієлодиспластичного синдрому, мантійноклітинної та фолікулярної лімфом.

## Побічна дія
При застосуванні леналідоміду найчастішими побічними ефектами є нейтропенія, тромбоцитопенія, діарея, шкірний висип, інфекції верхніх дихальних шляхів, швидка втомлюваність, лейкопенія й анемія. Найважчими побічними реакціями препарату були пневмонія, гіпотонія, тромбоемболія. фебрильна нейтропенія та важка тромбоцитопенія. Іншими частими побічними ефектами препарату були лімфопенія, панцитопенія, гіпокаліємія, головний біль, кашель, задишка, тромбоз глибоких вен, запор, біль у животі, нудота, блювання, спазм м'язів, міалгія, гарячка.

## Протипокази
Леналідомід протипоказаний при підвищеній чутливості до препарату, вагітності та годуванні грудьми.

## Форми випуску
Леналідомід випускається у вигляді желатинових капсул по 2,5; 5; 10; 15; 20 і 25 мг.